# Prosorhynchus apertus
Prosorhynchus apertus är en plattmaskart. Prosorhynchus apertus ingår i släktet Prosorhynchus och familjen Bucephalidae. Inga underarter finns listade i Catalogue of Life.